# Prințesa Maryam Begum
Prințesa Maryam Begum (n. 2 noiembrie 1936, Kabul, Regatul Afganistanului⁠(d), Durrani Empire⁠(d) – d. 25 decembrie 2021, Kabul, provincia Kabul, Afganistan) a fost o prințesă afgană. 
A fost fiica regelui Mohammed Zahir Shah și a reginei Humaira Begum.